# Paredes Lumberjacks 2015-2016
Questa voce raccoglie le informazioni riguardanti i Paredes Lumberjacks nelle competizioni ufficiali della stagione 2015-16. 

## VII Liga Portuguesa de Futebol Americano

### Regular season
| Barcelos 21 novembre 2015, ore 20:00 2ª giornata fase 1 | Braga Black Knights | 0 – 38 | Paredes Lumberjacks |  |

| Mouriz 5 dicembre 2015, ore 19:30 3ª giornata fase 1 | Paredes Lumberjacks | 20 – 10 | Maia Mustangs |  |

| Braga 19 dicembre 2015, ore 16:00 5ª giornata fase 1 | Braga Warriors | 14 – 12 | Paredes Lumberjacks |  |

| Mouriz 24 gennaio 2016, ore 15:00 8ª giornata fase 1 | Paredes Lumberjacks | 6 – 45 | Porto Mutts |  |

| Canelas 7 febbraio 2016, ore 15:00 10ª giornata fase 1 | Porto Renegades | 8 – 14 | Paredes Lumberjacks |  |

| Mouriz 14 febbraio 2016, ore 18:30 11ª giornata fase 1 | Paredes Lumberjacks | 16 – 0 | Braga Black Knights |  |

| Lisbona 28 febbraio 2016, ore 15:00 1º turno fase 2 | Lisboa Navigators | 48 – 12 | Paredes Lumberjacks |  |

| Mouriz 5 marzo 2016, ore 18:00 2º turno fase 2 | Paredes Lumberjacks | 21 – 0 | Maia Mustangs |  |

### Playoff
| 27 marzo 2016 Wild Card | Paredes Lumberjacks | 16 – 8 | Braga Warriors |  |

| 10 aprile 2016, ore 15:00 Semifinale | Lisboa Devils | 38 – 0 | Paredes Lumberjacks |  |

## Statistiche di squadra
| Competizione | %Vittorie | In casa | In casa | In casa | In casa | In casa | In casa | In trasferta | In trasferta | In trasferta | In trasferta | In trasferta | In trasferta | Totale | Totale | Totale | Totale | Totale | Totale |
| Competizione | %Vittorie | G       | V       | N       | P       | Pf      | Ps      | G            | V            | N            | P            | Pf           | Ps           | G      | V      | N      | P      | Pf     | Ps     |
| ------------ | --------- | ------- | ------- | ------- | ------- | ------- | ------- | ------------ | ------------ | ------------ | ------------ | ------------ | ------------ | ------ | ------ | ------ | ------ | ------ | ------ |
| Campionato   | .625      | 4       | 3       | 0       | 1       | 63      | 55      | 4            | 2            | 0            | 2            | 86           | 70           | 8      | 5      | 0      | 3      | 149    | 125    |
| Playoff      | .500      | 1       | 1       | 0       | 0       | 16      | 8       | 1            | 0            | 0            | 1            | 0            | 38           | 2      | 1      | 0      | 1      | 16     | 46     |
| Totale       | .600      | 5       | 4       | 0       | 1       | 79      | 63      | 5            | 2            | 0            | 3            | 86           | 108          | 10     | 6      | 0      | 4      | 165    | 171    |